# Homalohedra
Homalohedra es un género de foraminífero bentónico de la Subfamilia Oolininae, de la Familia Ellipsolagenidae, de la Superfamilia Polymorphinoidea, del Suborden Lagenina y del Orden Lagenida. Su especie-tipo es Lagena guntheri. Su rango cronoestratigráfico abarca desde el Pleistoceno hasta la Actualidad.

## Discusión
Clasificaciones previas incluían Homalohedra en la Superfamilia Nodosarioidea.

## Clasificación
Homalohedra incluye a las siguientes especies:
- Homalohedra acuticosta
- Homalohedra anastomocostata
- Homalohedra bassensis
- Homalohedra caudata
- Homalohedra costata
- Homalohedra cristobalensis
- Homalohedra delicata
- Homalohedra disjuncta
- Homalohedra expressa
- Homalohedra goniachrados
- Homalohedra gothicofenestella
- Homalohedra guntheri
- Homalohedra heronalleni
- Homalohedra jungecostata
- Homalohedra lirata
- Homalohedra liratiformis
- Homalohedra noditorquata
- Homalohedra polykamptarion
- Homalohedra quasilineata
- Homalohedra raricostiformis
- Homalohedra williamsoni